# Frente para a Libertação do Enclave de Cabinda

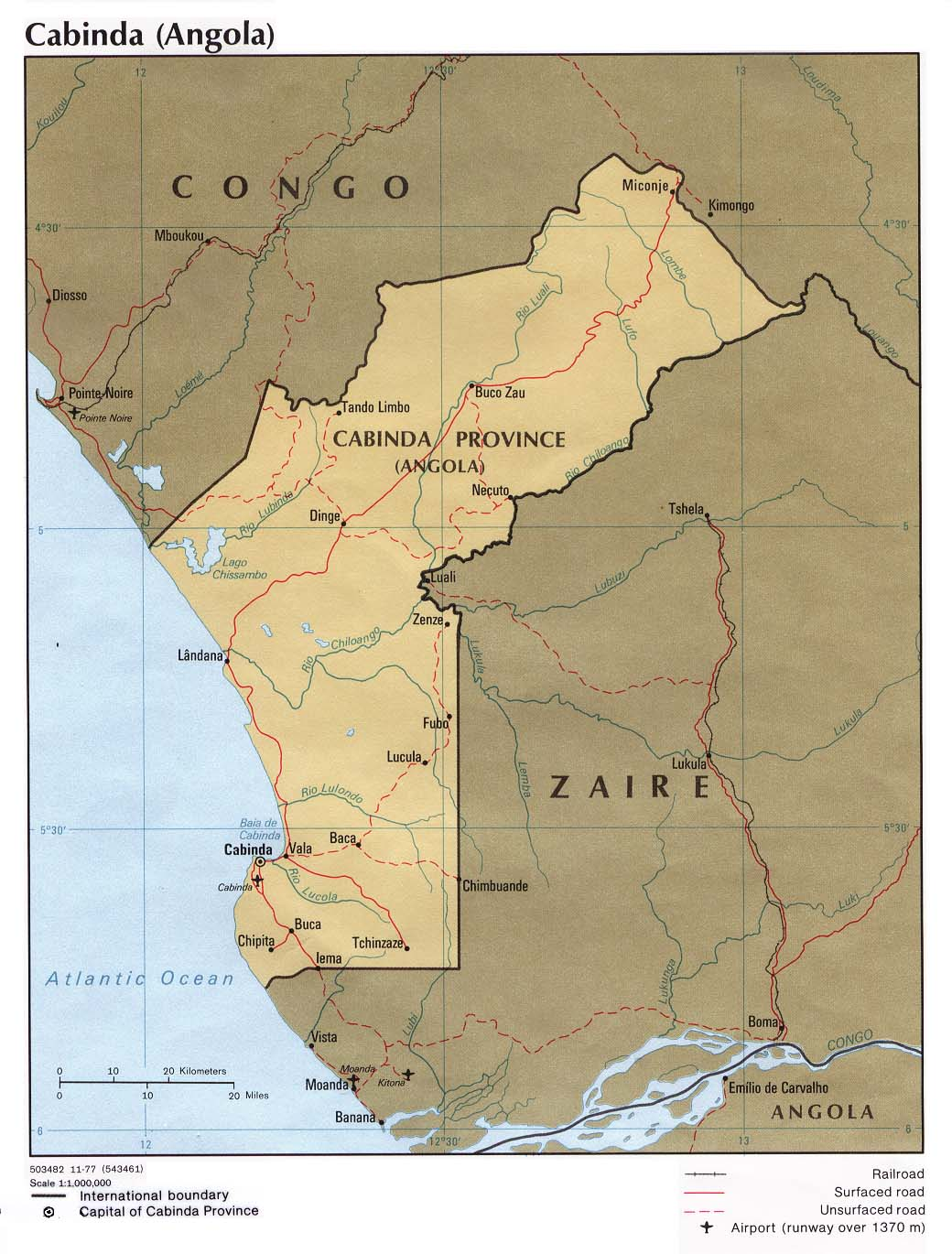
Karte der Provinz Cabinda, südlich liegt das mehr als hundertfach größere „übrige“ Angola, getrennt durch kongolesisches Gebiet.

Die Frente para a Libertação do Enclave de Cabinda (FLEC; zu deutsch „Front für die Befreiung der Enklave Cabinda“) ist eine separatistische Bewegung in der zu Angola gehörenden Exklave Cabinda.

## Die FLEC als Bewegung für ein unabhängiges Cabinda
Zwischen ihrem Gründungsjahr 1963 und 1975, dem Jahr der Befreiung Angolas von der Kolonialmacht Portugal, kämpfte die FLEC in Cabinda unabhängig von den Befreiungsbewegungen im restlichen, vielfach größeren Angola gegen die Kolonialarmee. Als 1974 Cabinda von der Organisation für Afrikanische Einheit (OAU) als 39. Staat Afrikas anerkannt und seine Entkolonialisierung gefordert wurde, schien das Ziel nahe zu sein. 1975 setzte die FLEC eine Übergangsregierung ein, die von Enriquez Tiago geführt wurde und am 1. August 1975 die Unabhängigkeit Cabindas von Portugal erklärte. Vom November 1975 bis zum 4. Januar 1976 marschierten jedoch Soldaten der führenden angolanischen Unabhängigkeitsbewegung Movimento Popular de Libertação de Angola (MPLA) in die Cabinda-Exklave ein. Sie wurden von kubanischen Truppen unterstützt und gewannen schnell die Oberhand in der Region.
In den 1980ern erhielt die FLEC Unterstützung von der UNITA, die mit der Unterstützung des Apartheidregimes Südafrikas gegen die von der (damals) marxistischen MPLA kontrollierten Regierung Angolas kämpfte. Damit hatte sie sich allerdings auf die Seite des Verlierers im angolanischen Bürgerkrieg gestellt. Als die USA in den 90er Jahren ihre Unterstützung der UNITA beendeten und das Apartheidregime in Südafrika die Macht an den ANC übergeben musste, war auch der Kampf der FLEC militärisch endgültig verloren.
Im April 1996 wurde ein Waffenstillstandsvertrag zwischen der FLEC-Renovada und der angolanischen Regierung unterzeichnet. Andere Gruppen traten später diesem Vertrag bei.
Die von der FLEC ausgerufene „Republik Cabinda“ ist Mitglied der UNPO, in der sich „nicht repräsentierte“ Völker zusammengeschlossen haben.
Am 8. Januar 2010 griff die FLEC die Fußballnationalmannschaft Togos an, wobei sie drei Mitglieder der Delegation tötete und weitere Delegierte verletzte.
Anschließend erfolgte eine verstärkte militärische wie politische Repression seitens der Regierung Angolas. Verschiedene Führungsfiguren der FLEC wurden festgenommen. Diese führte seit 2010 keine bewaffneten Aktionen mehr durch. Zum Gradmesser wurden die allgemeinen Wahlen, die 2012 in Angola durchgeführt wurden und bei denen das MPLA insgesamt 70 % der Stimmen gewann. In Cabinda fielen stark 40 % an die Opposition, besonders UNITA und CASA, aber immerhin rund 60 % an das MPLA.

## Organisationsgeschichte der FLEC
Die Geschichte der FLEC als Organisation ist eine Geschichte von Vereinigung und Aufspaltung.
Die FLEC wurde 1963 durch die Vereinigung dreier nationalistischer Bewegungen ins Leben gerufen:
- MLEC – Movemento de Liberaçao do Enclave de Cabinda (Bewegung für die Befreiung der Enklave Cabinda)
- CAUNC – Comite d'acçao do Union Nacional Cabindesa (Aktionskomitee der Nationalen Union Cabindas)
- ALLIAMA – Aliança Nacional do El Mayombe (Nationale Allianz El Mayombe; Mayombe ist ein Berg im Osten Cabindas)

Die Flagge der MLEC war gelb mit einem Siegel in der Mitte, das den Mayombe-Berg darstellte.

FLEC-Flagge

Der Anführer der vereinigten Bewegung war Luiz Ranque Franque, der sich weigerte, anderen angolanischen Unabhängigkeitsbewegungen beizutreten, die im übrigen Angola für die Unabhängigkeit von Portugal kämpften. Die FLEC nahm eine Flagge mit horizontalen roten, gelben und blauen Streifen an – eine Farbe für jede der drei Gruppen. Ein neues Emblem (ein weißer Stern und ein grünes Dreieck in einem Ring) wurde in der Mitte hinzugefügt.
Nach der Eroberung Cabindas durch die Truppen der MPLA aus Angola 1975 zerbrach die FLEC wiederum in drei Fraktionen:
- FLEC-Ranque Franque
- FLEC-N’Zita, angeführt von Henrique Tiago N’Zita
- FLEC-Lubota, angeführt Francisco Xavier Lubota

Im November 1977 bildete sich eine weitere Fraktion, das
- Militärkommando für die Befreiung Cabindas

Im Juni 1979 entstand eine fünfte Bewegung, die
- Volksbewegung für die Befreiung Cabindas (Movimento Popular de Libertação de Cabinda).

Und in den 1990ern bildeten sich noch einmal zwei zusätzliche Fraktionen:
- UNLC – die Nationale Vereinigung für die Befreiung Cabindas (União Nacional de Libertação de Cabinda), angeführt von Lumingu Luis Gimby
- CCC – das Kommunistische Komitee Cabindas (Comité Communista de Cabinda), angeführt von Kaya Mohamed Yay

Die ursprüngliche FLEC wurde in den 1990ern wieder ins Leben gerufen, und zwei Fraktionen wurden gebildet:
- Die FLEC-Renovada, deren Flagge weiß mit einem zentralen Streifen war, der in drei Farben unterteilt war – grün, gelb und schwarz – mit einem roten Ring in der Mitte der Flagge
- Die Bewaffneten FLEC-Streitkräfte von Cabinda (Forças Armadas do Cabinda – FLEC-FAC), die die ursprüngliche rot-blau-gelbe Flagge mit dem Emblem verwendeten

1996 bildete sich eine weitere Gruppe unter cabindesischen Exilanten in den Niederlanden, die Frente de Libertação do Estado de Cabinda (Befreiungsfront für den Staat Cabinda). Diese Gruppe nahm eine blau-gelb-schwarze Flagge mit einem Abzeichen des Silambuco-Monuments in Cabinda in der Mitte an.